# تيري كاسل
تيري كاسل (بالإنجليزية: Terry Castle)‏ هي أكاديمية أمريكية، ولدت في 18 أكتوبر 1953 في سان دييغو في الولايات المتحدة.

## وصلات خارجية
- تيري كاسل على موقع أرشيف الشارخ.